# ソフィアヌ・アンニ
ソフィアヌ・アンニ（Sofiane Hanni 、1990年12月29日 - ）は、フランス・ヴァル＝ド＝マルヌ県イヴリー＝シュル＝セーヌ出身のプロサッカー選手。アルジェリア代表。アル・アハリ・ドーハ所属。ポジションは、ミッドフィールダー。

## クラブ経歴

### アンデルレヒト
2016年5月20日、RSCアンデルレヒトが移籍金300万ユーロ・4年契約でアンニを獲得したことを発表。UEFAチャンピオンズリーグ・FCロストフで移籍後初出場&初得点。

### スパルタク・モスクワ
2018年1月31日、FCスパルタク・モスクワと3年半の契約を締結した。

## 代表歴
2016年3月にアルジェリア代表初招集。2016年5月2日のセーシェル戦でアルジェリア代表デビュー。

### ゴール
| No | 開催日        | 会場           | 対戦国       | スコア | 結果 | 試合概要                           |
| -- | ------------- | -------------- | ------------ | ------ | ---- | ---------------------------------- |
| 1. | 2017年1月7日  | ブリダ         | モーリタニア | 1–1    | 3–1  | 親善試合                           |
| 2. | 2017年1月19日 | フランスヴィル | チュニジア   | 1–2    | 1–2  | アフリカネイションズカップ2017     |
| 3. | 2017年6月6日  | ブリダ         | ギニア       | 1–0    | 2–1  | 親善試合                           |
| 4. | 2017年6月11日 | ブリダ         | トーゴ       | 1–0    | 1–0  | アフリカネイションズカップ2019予選 |

## タイトル

### クラブ
カイセリ・エルジイェススポル
- TFF1.リグ:2012–13

アンデルレヒト
- ジュピラー・プロ・リーグ:2016-17
- ベルギー・スーパーカップ:2017

### 個人
- エボニー・シュー: 2015–16
- ベルギー年間最優秀選手賞: 2015–16